# Елейна

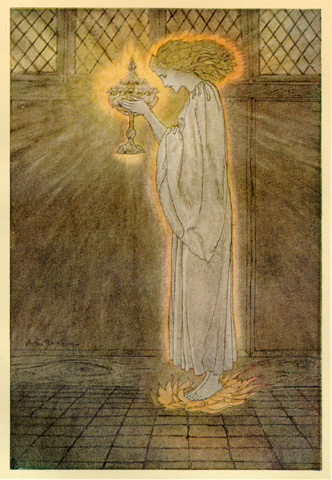

Елейн з Коберніка — персонаж з легенди про Короля Артура, дочка Пелеса — Короля-рибалки і Володаря Коберніка, який був охоронцем Ґрааля. Була, мабуть, нащадком Йосипа з Ариматеї.
Закохана без пам'яті в лицаря королеви Ґвіневери — Ланселота Озерного, який через чаклунство прийняв її за свою кохану і провів з нею ніч, плодом якої був Ґалахад, майбутній здобувач Ґрааля.
Вона вперше з’являється у прозі Ланселот (цикл «Вульгати»), де її першою значною дією є показ Святого Грааля серу Ланселоту. Її не слід плутати з Елейн з Астолата, іншою жінкою, яка теж закохалася в Ланселота.